# Plebiscito constitucional de Uruguay de 1946
El 24 de noviembre de 1946 se realizó un plebiscito constitucional en Uruguay, junto a las elecciones generales. Se presentaron a los votantes dos opciones para enmendar la constitución, pero ambas fueron rechazadas.

## Propuestas
Se presentaron a los votantes dos propuestas para enmendar la constitución. La iniciativa 1 fue propuesta por el sector Batllista del Partido Colorado y el Partido Nacional Independiente, y permitiría que las iniciativas gubernamentales sean aprobadas por las dos quintas partes de los miembros de la Cámara de Diputados, traería de vuelta el sistema de gobierno Colegiado y separaría las fechas electorales. La iniciativa 2 fue propuesta por la Unión Cívica, y permitiría plebiscitos sobre reformas constitucionales si el 10% de los votantes registrados firman una petición, permitiría la elección separada del presidente y el vicepresidente, también eliminaría el sistema de lemas.

## Resultados
| Opción                             | Votos   | %     |
| ---------------------------------- | ------- | ----- |
| Iniciativa 1                       | 289,101 | 43.14 |
| Iniciativa 2                       | 252,353 | 37.65 |
| Contra ambas                       | 128,775 | 19.21 |
| Total                              | 670,299 | 100   |
| Votantes Registrados/participación | 993,892 | 67.43 |
| Fuente: Democracia Directa         |         |       |